# III liga polska w piłce nożnej, grupa opolsko-śląska (2013/2014)
III liga, grupa opolsko-śląska, sezon 2013/2014 – 6. edycja rozgrywek czwartego poziomu ligowego piłki nożnej mężczyzn w Polsce po reorganizacji lig w 2008 roku. Brały w niej udział 24 drużyny z województwa opolskiego i województwa śląskiego, podzielone na 2 grupy (północna i południowa). Najlepsze cztery drużyny z obu grup zagrały w grupie mistrzowskiej o baraże do II ligi. Pozostałe drużyny walczyły o utrzymanie. Ostatnie zespoły spadły odpowiednio do grup: opolskiej, śląskiej I i śląskiej II IV ligi. Opiekunem ligi był Śląski Związek Piłki Nożnej.
Sezon ligowy rozpoczął się w 10 sierpnia 2013 roku, a ostatnie mecze rozegrane zostały 8 czerwca 2014 roku.

## Zasady rozgrywek
Zmagania w lidze toczą się systemem kołowym w dwóch rundach – jesiennej i wiosennej.
Do ligi awansuje mistrz i wicemistrz IV ligi z grupy opolskiej oraz mistrzowie IV ligi z grup: śląska I oraz śląska II. Drużyny, które po zakończeniu rozgrywek zajmą w tabeli grupy spadkowej 1 i grupy spadkowej 2 odpowiednio 5, 6, 7 i 8 miejsce, spadają do właściwej terytorialnie IV ligi i będą w kolejnym sezonie występować w IV lidze. Liczba drużyn spadających z III ligi ulega zwiększeniu o liczbę drużyn, które spadną z II ligi zgodnie z przynależnością terytorialną do Opolskiego lub Śląskiego ZPN.
Drużyna, które zrezygnuje z uczestnictwa w rozgrywkach, degradowana jest o 2 klasy rozgrywkowe i przenoszona na ostatnie miejsce w tabeli (jeśli rozegrała przynajmniej 50% spotkań sezonu; wtedy mecze nierozegrane weryfikowane są jako walkowery 0:3 na niekorzyść drużyny wycofanej) lub jej wyniki zostają anulowane. Z rozgrywek eliminowana – i również degradowana o 2 klasy rozgrywkowe – jest drużyna, która nie rozegra z własnej winy 3 spotkań sezonu.
Kolejność w tabeli ustala się według liczby zdobytych punktów. W przypadku uzyskania równej liczby punktów przez dwie drużyny, o zajętym miejscu decydują:
a) liczba zdobytych punktów w spotkaniach bezpośrednich,
b) korzystniejsza różnica między zdobytymi i utraconymi bramkami w spotkaniach bezpośrednich,
c) przy uwzględnieniu reguły UEFA, że bramki strzelone na wyjeździe liczone są podwójnie, korzystniejsza różnica między zdobytymi i utraconymi bramkami w spotkaniach bezpośrednich,
d) korzystniejsza różnica bramek we wszystkich spotkaniach z całego cyklu rozgrywek,
e) większa liczba bramek zdobytych we wszystkich spotkaniach z całego cyklu.
W przypadku, gdy dwoma zespołami o jednakowej liczbie punktów są zespoły, których kolejność decyduje o awansie lub spadku, stosuje się wyłącznie zasady określone w punktach a, b i c, a jeżeli one nie rozstrzygną kolejności, zarządza się spotkanie barażowe na neutralnym boisku, wyznaczonym przez Wydział Gier PZPN.
Przy więcej niż dwóch zespołach przeprowadza się dodatkową punktację pomocniczą spotkań wyłącznie między zainteresowanymi drużynami, kierując się kolejno zasadami podanymi punktach a, b, c, d oraz e.

## Grupa północna
| Uczestnicy poprzedniej edycji | Uczestnicy poprzedniej edycji | Uczestnicy poprzedniej edycji | Uczestnicy poprzedniej edycji |
| ----------------------------- | ----------------------------- | ----------------------------- | ----------------------------- |
| SKC                           | Skra Częstochowa              | 5                             |                               |
| PŁG                           | Polonia Łaziska Górne         | 6                             |                               |
| WES                           | Górnik Wesoła                 | 7                             |                               |
| SZJ                           | Szczakowianka Jaworzno        | 8                             |                               |
| PTR                           | LZS Piotrówka                 | 9                             |                               |
| SWO                           | Swornica Czarnowąsy           | 13                            |                               |
| NAM                           | Start Namysłów                | 14                            |                               |

| Awans z IV ligi 2012/2013 | Awans z IV ligi 2012/2013 | Awans z IV ligi 2012/2013 | Awans z IV ligi 2012/2013 |
| ------------------------- | ------------------------- | ------------------------- | ------------------------- |
| grupa opolska             |                           |                           |                           |
| POP                       | Piast Strzelce Opolskie   | 2                         |                           |
| grupa śląska I            |                           |                           |                           |
| SZO                       | Szombierki Bytom          | 1                         |                           |

| Uczestnicy dołączeni do ligi | Uczestnicy dołączeni do ligi | Uczestnicy dołączeni do ligi | Uczestnicy dołączeni do ligi |
| ---------------------------- | ---------------------------- | ---------------------------- | ---------------------------- |
| PI2                          | Piast II Gliwice             | PZPN1                        |                              |
| RC2                          | Ruch II Chorzów              | PZPN1                        |                              |
| RRA                          | Ruch Radzionków              | ŚZPN2                        |                              |

Objaśnienia:
1. Zgodnie z uchwałą PZPN o rozwiązaniu Młodej Ekstraklasy, rezerwy drużyn grających w najwyższej klasie rozgrywkowej mają wrócić do lig, w których grały przed jej utworzeniem[4].
2. Decyzją Śląskiego ZPN drużyna Ruchu Radzionków, po roku przerwy, rozpoczął rozgrywki w sezonie 2013/2014 w III lidze opolsko-śląskiej (północ)[5].

### Tabela
| Lp. | Drużyna                 | M  | Z  | R | P  | Bramki | Bramki | Różn. | Pkt | Uwagi             | Bezpośrednio |
| --- | ----------------------- | -- | -- | - | -- | ------ | ------ | ----- | --- | ----------------- | ------------ |
| 1   | Skra Częstochowa        | 22 | 16 | 6 | 0  | 51     | 13     | +38   | 54  | Grupa mistrzowska |              |
| 2   | Górnik Wesoła           | 22 | 13 | 5 | 4  | 42     | 19     | +23   | 44  | Grupa mistrzowska |              |
| 3   | Ruch II Chorzów         | 22 | 12 | 4 | 6  | 49     | 28     | +21   | 40  | Grupa mistrzowska |              |
| 4   | Piast II Gliwice        | 22 | 12 | 4 | 6  | 38     | 30     | +8    | 40  | Grupa mistrzowska |              |
| 5   | Polonia Łaziska Górne   | 22 | 12 | 3 | 7  | 43     | 28     | +15   | 39  |                   |              |
| 6   | Swornica Czarnowąsy     | 22 | 9  | 6 | 7  | 37     | 27     | +10   | 33  |                   |              |
| 7   | Szombierki Bytom        | 22 | 9  | 2 | 11 | 40     | 34     | +6    | 29  |                   |              |
| 8   | Ruch Radzionków         | 22 | 8  | 4 | 10 | 25     | 33     | −8    | 28  |                   |              |
| 9   | LZS Piotrówka           | 22 | 7  | 5 | 10 | 25     | 24     | +1    | 26  |                   |              |
| 10  | Start Namysłów          | 22 | 5  | 1 | 16 | 16     | 57     | −41   | 16  |                   |              |
| 11  | Piast Strzelce Opolskie | 22 | 4  | 2 | 16 | 23     | 62     | −39   | 14  |                   |              |
| 12  | Szczakowianka Jaworzno  | 22 | 2  | 4 | 16 | 17     | 51     | −34   | 10  |                   |              |

### Wyniki
| Gospodarz \ Gość        | WES | PTR | POP | PI2 | PŁG | RRA | RC2 | SKC | NAM | SWO | SZJ   | SZO |
| Górnik Wesoła           |     | 3:2 | 1:1 | 0:1 | 2:1 | 1:0 | 0:3 | 1:1 | 3:0 | 1:1 | 0:3wo | 5:3 |
| LZS Piotrówka           | 1:1 |     | 0:1 | 1:2 | 2:3 | 2:1 | 1:1 | 0:2 | 2:0 | 1:0 | 2:0   | 2:0 |
| Piast Strzelce Opolskie | 0:2 | 1:6 |     | 2:4 | 1:2 | 0:3 | 1:3 | 1:7 | 4:0 | 0:3 | 4:1   | 1:1 |
| Piast II Gliwice        | 1:6 | 1:0 | 5:1 |     | 0:1 | 0:0 | 3:2 | 1:1 | 3:1 | 5:2 | 4:2   | 2:1 |
| Polonia Łaziska Górne   | 0:1 | 1:0 | 4:1 | 2:0 |     | 6:1 | 3:1 | 2:2 | 2:0 | 2:2 | 6:1   | 1:3 |
| Ruch Radzionków         | 1:0 | 0:1 | 3:1 | 2:0 | 3:0 |     | 2:2 | 0:0 | 1:1 | 0:1 | 2:1   | 2:3 |
| Ruch II Chorzów         | 0:1 | 1:1 | 7:1 | 2:0 | 1:0 | 3:1 |     | 2:3 | 3:0 | 0:2 | 5:1   | 2:1 |
| Skra Częstochowa        | 1:0 | 3:1 | 1:0 | 0:0 | 3:2 | 3:0 | 1:1 |     | 4:0 | 2:1 | 2:0   | 4:0 |
| Start Namysłów          | 0:5 | 1:0 | 2:0 | 0:1 | 0:2 | 0:1 | 1:3 | 0:4 |     | 0:2 | 4:2   | 2:1 |
| Swornica Czarnowąsy     | 1:4 | 2:0 | 2:1 | 1:1 | 0:0 | 4:0 | 2:4 | 1:2 | 6:0 |     | 1:1   | 1:2 |
| Szczakowianka Jaworzno  | 0:0 | 0:0 | 0:1 | 1:3 | 0:1 | 1:2 | 0:2 | 0:4 | 2:3 | 1:1 |       | 1:0 |
| Szombierki Bytom        | 1:2 | 0:0 | 5:0 | 2:1 | 4:2 | 3:0 | 3:1 | 0:1 | 6:1 | 0:1 | 1:2   |     |

Aktualne na 27 kwietnia 2014. Źródło: 90minut
Objaśnienia:
1Drużyna gospodarzy jest wymieniona po lewej stronie tabeli.
Kolory: zielony – zwycięstwo gospodarzy, żółty – remis, różowy – zwycięstwo gości.

Grupa A (mistrzowska): Skra Częstochowa, Górnik Wesoła, Ruch II Chorzów i Piast II Gliwice.
Grupa B (spadkowa): Polonia Łaziska Górne, Swornica Czarnowąsy, Szombierki Bytom i Ruch Radzionków.
Grupa C (spadkowa): LZS Piotrówka, Start Namysłów, Piast Strzelce Opolskie i Szczakowianka Jaworzno.

## Grupa południowa
| Uczestnicy poprzedniej edycji | Uczestnicy poprzedniej edycji | Uczestnicy poprzedniej edycji | Uczestnicy poprzedniej edycji |
| ----------------------------- | ----------------------------- | ----------------------------- | ----------------------------- |
| BKS                           | BKS Stal Bielsko-Biała        | 2                             |                               |
| PNI                           | Pniówek Pawłowice Śląskie     | 3                             |                               |
| ROG                           | Przyszłość Rogów              | 4                             |                               |
| LEŚ                           | LZS Leśnica                   | 10                            |                               |
| CZN                           | LKS Czaniec                   | 11                            |                               |
| ODR                           | Odra Wodzisław Śląski         | 12                            |                               |
| GŁU                           | Polonia Głubczyce             | 131                           |                               |

| Awans z IV ligi 2012/2013 | Awans z IV ligi 2012/2013 | Awans z IV ligi 2012/2013 | Awans z IV ligi 2012/2013 |
| ------------------------- | ------------------------- | ------------------------- | ------------------------- |
| grupa opolska             |                           |                           |                           |
| OTM                       | Czarni Otmuchów           | 3                         |                           |
| grupa śląska II           |                           |                           |                           |
| NAG                       | Nadwiślan Góra            | 1                         |                           |
| REK                       | Rekord Bielsko-Biała      | 2                         |                           |

| Uczestnicy dołączeni do ligi | Uczestnicy dołączeni do ligi  | Uczestnicy dołączeni do ligi | Uczestnicy dołączeni do ligi |
| ---------------------------- | ----------------------------- | ---------------------------- | ---------------------------- |
| GZ2                          | Górnik II Zabrze              | PZPN2                        |                              |
| PO2                          | Podbeskidzie II Bielsko-Biała | PZPN2                        |                              |

Objaśnienia:
1. Mistrz IV ligi opolskiej - Skalnik Gracze zrezygnował z występów w III lidze. Jego miejsce zajęła Polonia Głubczyce (najlepszy spadkowicz w sezonie 2012/2013)[6].
2. Zgodnie z uchwałą PZPN o rozwiązaniu Młodej Ekstraklasy, rezerwy drużyn grających w najwyższej klasie rozgrywkowej mają wrócić do lig, w których grały przed jej utworzeniem[4].

### Tabela
| Lp. | Drużyna                       | M  | Z  | R | P  | Bramki | Bramki | Różn. | Pkt | Uwagi             | Bezpośrednio |
| --- | ----------------------------- | -- | -- | - | -- | ------ | ------ | ----- | --- | ----------------- | ------------ |
| 1   | Nadwiślan Góra                | 22 | 16 | 2 | 4  | 50     | 17     | +33   | 50  | Grupa mistrzowska |              |
| 2   | Rekord Bielsko-Biała          | 22 | 14 | 3 | 5  | 39     | 20     | +19   | 45  | Grupa mistrzowska |              |
| 3   | BKS Stal Bielsko-Biała        | 22 | 12 | 5 | 5  | 39     | 21     | +18   | 41  | Grupa mistrzowska |              |
| 4   | Pniówek Pawłowice Śląskie     | 22 | 11 | 5 | 6  | 34     | 25     | +9    | 38  | Grupa mistrzowska |              |
| 5   | LKS Czaniec                   | 22 | 10 | 7 | 5  | 26     | 17     | +9    | 37  |                   |              |
| 6   | Podbeskidzie II Bielsko-Biała | 22 | 9  | 4 | 9  | 45     | 27     | +18   | 31  |                   |              |
| 7   | Górnik II Zabrze              | 22 | 9  | 4 | 9  | 26     | 21     | +5    | 31  |                   |              |
| 8   | Odra Wodzisław Śląski         | 22 | 7  | 2 | 13 | 20     | 37     | −17   | 23  |                   |              |
| 9   | Polonia Głubczyce             | 22 | 5  | 5 | 12 | 21     | 37     | −16   | 20  |                   |              |
| 10  | Czarni Otmuchów               | 22 | 5  | 3 | 14 | 15     | 49     | −34   | 18  |                   |              |
| 11  | LZS Leśnica1                  | 22 | 6  | 5 | 11 | 17     | 35     | −18   | 23  |                   |              |
| 11  | Przyszłość Rogów1             | 22 | 2  | 5 | 15 | 14     | 46     | −32   | 11  |                   |              |

### Wyniki
| Gospodarz \ Gość              | BKS   | OTM | GZ2 | CZN | LEŚ   | NAG   | ODR | PNI   | PO2 | GŁU   | ROG   | REK |
| BKS Stal Bielsko-Biała        |       | 5:0 | 3:0 | 0:0 | 1:2   | 3:0   | 3:1 | 1:1   | 0:3 | 4:0   | 2:1   | 2:3 |
| Czarni Otmuchów               | 0:1   |     | 1:0 | 1:1 | 3:0wo | 1:3   | 0:3 | 0:3   | 1:3 | 0:2   | 3:0wo | 1:3 |
| Górnik II Zabrze              | 1:1   | 2:0 |     | 1:2 | 3:0wo | 2:0   | 2:0 | 0:1   | 0:2 | 0:1   | 3:1   | 2:0 |
| LKS Czaniec                   | 1:1   | 3:0 | 0:2 |     | 3:0wo | 0:0   | 0:1 | 0:0   | 1:0 | 2:0   | 1:0   | 0:2 |
| LZS Leśnica                   | 0:1   | 1:0 | 1:1 | 2:0 |       | 0:1   | 1:1 | 0:3wo | 2:1 | 2:0   | wo    | 1:0 |
| Nadwiślan Góra                | 1:2   | 8:0 | 2:0 | 1:2 | 3:0   |       | 4:0 | 4:1   | 2:1 | 3:1   | 2:1   | 1:0 |
| Odra Wodzisław Śląski         | 0:0   | 0:2 | 0:2 | 0:4 | 2:1   | 0:3   |     | 3:1   | 1:0 | 2:3   | 3:0wo | 0:3 |
| Pniówek Pawłowice Śląskie     | 2:1   | 1:2 | 1:0 | 2:0 | 3:1   | 1:2   | 3:0 |       | 1:1 | 3:2   | 3:1   | 0:2 |
| Podbeskidzie II Bielsko-Biała | 0:1   | 8:0 | 2:3 | 2:2 | 0:0   | 1:4   | 2:0 | 3:1   |     | 5:1   | 5:0   | 2:3 |
| Polonia Głubczyce             | 1:2   | 0:0 | 2:1 | 0:1 | 1:1   | 1:1   | 0:3 | 0:0   | 0:1 |       | 1:1   | 1:2 |
| Przyszłość Rogów              | 0:3wo | 2:0 | 0:0 | 1:2 | 2:2   | 0:3wo | 1:0 | 0:0   | 3:3 | 0:3wo |       | 0:2 |
| Rekord Bielsko-Biała          | 4:2   | 0:0 | 1:1 | 1:1 | 3:0wo | 0:2   | 2:0 | 2:3   | 1:0 | 3:1   | 2:0   |     |

Aktualne na 27 kwietnia 2014. Źródło: 90minut
Objaśnienia:
1Drużyna gospodarzy jest wymieniona po lewej stronie tabeli.
Kolory: zielony – zwycięstwo gospodarzy, żółty – remis, różowy – zwycięstwo gości.

Grupa A (mistrzowska): Nadwiślan Góra, Rekord Bielsko-Biała, BKS Stal Bielsko-Biała i Pniówek Pawłowice Śląskie.
Grupa B (spadkowa): Polonia Głubczyce, Czarni Otmuchów, LZS Leśnica i Przyszłość Rogów.
Grupa C (spadkowa): LKS Czaniec, Podbeskidzie II Bielsko-Biała, Górnik II Zabrze i Odra Wodzisław Śląski.

## Grupa A - mistrzowska
| Lp. | Drużyna                   | M  | Z  | R | P  | Bramki | Bramki | Różn. | Pkt | Uwagi | Bezpośrednio |
| --- | ------------------------- | -- | -- | - | -- | ------ | ------ | ----- | --- | ----- | ------------ |
| 1   | Nadwiślan Góra            | 30 | 21 | 4 | 5  | 72     | 23     | +49   | 67  |       |              |
| 2   | Skra Częstochowa          | 30 | 18 | 9 | 3  | 63     | 24     | +39   | 63  |       |              |
| 3   | Rekord Bielsko-Biała      | 30 | 19 | 5 | 6  | 56     | 26     | +30   | 62  |       |              |
| 4   | Górnik Wesoła             | 30 | 16 | 9 | 5  | 48     | 28     | +20   | 57  |       |              |
| 5   | BKS Stal Bielsko-Biała    | 30 | 15 | 8 | 7  | 51     | 34     | +17   | 53  |       |              |
| 6   | Pniówek Pawłowice Śląskie | 30 | 14 | 8 | 8  | 48     | 38     | +10   | 50  |       |              |
| 7   | Ruch II Chorzów           | 30 | 13 | 6 | 11 | 60     | 45     | +15   | 45  |       |              |
| 8   | Piast II Gliwice          | 30 | 12 | 5 | 13 | 47     | 58     | −11   | 41  |       |              |

## Grupy spadkowe

### Grupa B
| Lp. | Drużyna               | M  | Z  | R | P  | Bramki | Bramki | Różn. | Pkt | Uwagi                      | Bezpośrednio |
| --- | --------------------- | -- | -- | - | -- | ------ | ------ | ----- | --- | -------------------------- | ------------ |
| 1   | Polonia Łaziska Górne | 30 | 18 | 5 | 7  | 68     | 30     | +38   | 59  |                            |              |
| 2   | Swornica Czarnowąsy   | 30 | 16 | 7 | 7  | 56     | 29     | +27   | 55  |                            |              |
| 3   | Szombierki Bytom      | 30 | 15 | 2 | 13 | 61     | 39     | +22   | 47  | Możliwy spadek do IV ligi1 |              |
| 4   | Ruch Radzionków       | 30 | 13 | 6 | 11 | 44     | 40     | +4    | 45  | Spadek do IV ligi          |              |
| 5   | Polonia Głubczyce     | 30 | 7  | 8 | 15 | 32     | 49     | −17   | 29  | Spadek do IV ligi          |              |
| 6   | Czarni Otmuchów       | 30 | 6  | 5 | 19 | 20     | 73     | −53   | 23  | Spadek do IV ligi          |              |
| 7   | LZS Leśnica           | 30 | 6  | 5 | 19 | 17     | 59     | −42   | 23  | Spadek do IV ligi          |              |
| 8   | Przyszłość Rogów      | 30 | 2  | 5 | 23 | 14     | 70     | −56   | 11  | Spadek do IV ligi          |              |

### Grupa C
| Lp. | Drużyna                       | M  | Z  | R | P  | Bramki | Bramki | Różn. | Pkt | Uwagi                      | Bezpośrednio |
| --- | ----------------------------- | -- | -- | - | -- | ------ | ------ | ----- | --- | -------------------------- | ------------ |
| 1   | LKS Czaniec                   | 30 | 15 | 9 | 6  | 36     | 21     | +15   | 54  |                            |              |
| 2   | Górnik II Zabrze              | 30 | 15 | 5 | 10 | 51     | 30     | +21   | 50  |                            |              |
| 3   | Podbeskidzie II Bielsko-Biała | 30 | 12 | 7 | 11 | 64     | 42     | +22   | 43  | Możliwy spadek do IV ligi1 |              |
| 4   | Odra Wodzisław Śląski         | 30 | 12 | 4 | 14 | 35     | 47     | −12   | 40  | Spadek do IV ligi          |              |
| 5   | LZS Piotrówka                 | 30 | 7  | 8 | 15 | 32     | 36     | −4    | 29  | Spadek do IV ligi          |              |
| 6   | Piast Strzelce Opolskie       | 30 | 6  | 4 | 20 | 33     | 74     | −41   | 22  | Spadek do IV ligi          |              |
| 7   | Start Namysłów                | 30 | 6  | 2 | 22 | 28     | 87     | −59   | 20  | Spadek do IV ligi          |              |
| 8   | Szczakowianka Jaworzno        | 30 | 4  | 6 | 20 | 26     | 66     | −40   | 18  | Spadek do IV ligi          |              |

Kwalifikacja do baraży o II ligę: Nadwiślan Góra
Awans do nowej II ligi: Nadwiślan Góra